# Collège des Oratoriens de Joyeuse
Le collège des Oratoriens est un collège situé à Joyeuse, en France.

## Localisation
Le collège est situé sur la commune de Joyeuse, dans le département français de l'Ardèche.

## Histoire
L'histoire de la paroisse de Joyeuse et des Curés de Joyeuse se confond avec celle de Rosières jusqu'à la fondation de la maison de l'Oratoire en 1620.
Par un acte daté de 1620, la duchesse Henriette Catherine de Joyeuse épouse de Charles de Guise, fonde avec le cardinal de Bérulle un collège de l'ordre des Oratoriens. Elle utilise pour cela les biens légués par Guillaume de Joyeuse et François de Joyeuse avec l’agrément du pape Paul V, des consuls et des habitants de la ville de Joyeuse.
Simultanément, la paroisse de Joyeuse est séparée de celle de Rosières et la reconstruction de l'église commence.
L'ensemble architectural sera terminé en 1676.
L'activité des Oratoriens à Joyeuse se termine avec la Révolution française.

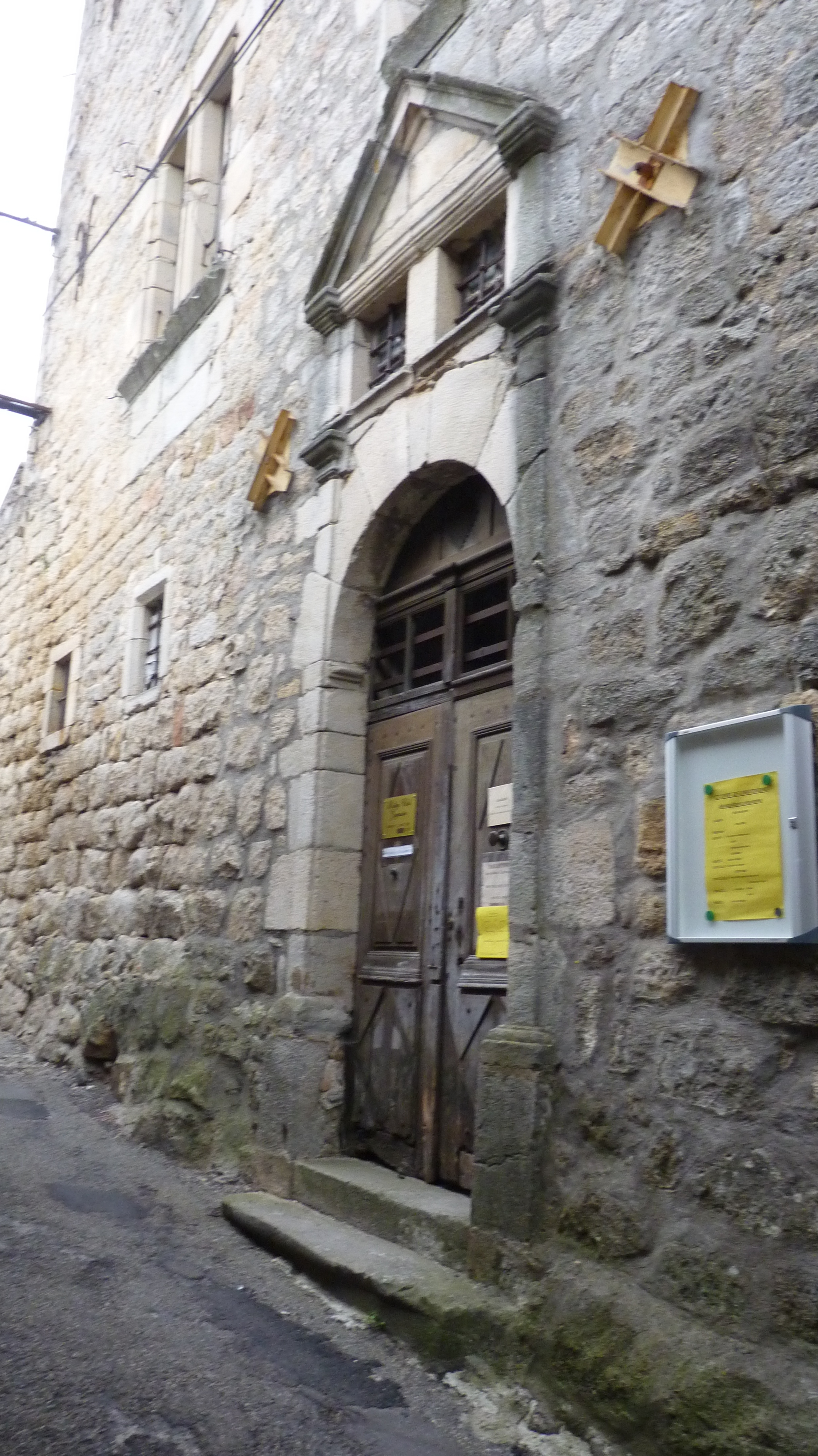
L'entrée principale.

L'édifice est inscrit au titre des monuments historiques en 1988.